# ساختار و عاملیت
ساختار و عاملیت (به انگلیسی: Structure and agency) بحثی در علوم اجتماعی است که بر سر تقدم ساختار یا عاملیت در شکل‌دهی رفتار انسانی وجود دارد. ساختار ترتیبات الگوی تکراری است که بر انتخاب‌ها و فرصت‌های موجود تأثیر می‌گذارد یا محدود می‌کند. عاملیت ظرفیت افراد برای عمل مستقل و انتخاب آزادانه خود است. بحث ساختار در برابر عاملیت ممکن است به عنوان یک موضوع جامعه پذیری در برابر استقلال در تعیین این موضوع درک شود که آیا یک فرد به عنوان یک عامل آزاد عمل می‌کند یا به شیوه‌ای که توسط ساختار اجتماعی دیکته می‌شود.

## ساختار، اجتماعی شدن و خودمختاری
بحث بر سر تقدم ساختار یا عاملیت به موضوعی در قلب نظریه‌های جامعه‌شناسی کلاسیک و معاصر مربوط می‌شود: سؤال هستی‌شناسی اجتماعی: جهان اجتماعی از چه ساخته شده‌است؟ علت و معلول جهان اجتماعی چیست؟ آیا ساختارهای اجتماعی رفتار فرد را تعیین می‌کند یا عاملیت انسانی؟
کارکردگرای ساختاری مانند امیل دورکیم ساختار و سلسله مراتب را در تثبیت وجود جامعه ضروری می‌دانند. در مقابل، نظریه‌پردازانی مانند کارل مارکس تأکید می‌کنند ساختار اجتماعی می‌تواند به ضرر اکثریت افراد یک جامعه عمل کند. در هر دو نظریه، ساختار ممکن است به چیزی اشاره کند که هم مادی یا اقتصادی باشد و هم فرهنگی (یعنی مربوط به هنجارها، قراردادها، سنت‌ها و ایدئولوژی‌ها).
برخی از نظریه‌پردازان مطرح می‌کنند آنچه ما به عنوان وجود اجتماعی خود می‌شناسیم تا حد زیادی توسط ساختار کلی جامعه تعیین می‌شود. عاملیت ادراک شده افراد نیز عمدتاً با کارکرد این ساختار قابل توضیح است. نظام‌های نظری همسو با این دیدگاه عبارتند از:
- ساختارگرایی
- برخی از اشکال کارکردگرایی ساختاری
- مارکسیسم

همه مکاتب مربوط به این زمینه را می‌توان به عنوان اشکال کل‌گرایی مشاهده کرد: - این تصور که کل بزرگتر از مجموع اجزای آن است.
از سوی دیگر، نظریه‌پردازان دیگر بر ظرفیت کنشگران فردی برای ساخت و بازسازی جهان‌هایشان تأکید می‌کنند. از این نظر می‌توان فرد را اثرگذارتر از نظام دانست. نظام‌های نظری همسو با این دیدگاه عبارتند از:
- فردگرایی روش‌شناختی
- پدیدارشناسی اجتماعی
- کنش متقابل‌گرایی
- روش‌شناسی مردمی

در نهایت، گزینه سوم، که توسط بسیاری از نظریه‌پردازان اجتماعی مدرن اتخاذ شده‌است، تلاش برای تعیین نقطه تعادل بین دو موقعیت پیشین. آنها ساختار و عاملیت را به عنوان نیروهای مکمل می‌بینند: - ساختار بر رفتار انسان تأثیر می‌گذارد و انسان‌ها می‌توانند ساختارهای اجتماعی را تغییر دهند. ساختار یکی از نمونه‌های بارز این دیدگاه است.
- رویکرد اول (با تأکید بر اهمیت ساختار اجتماعی) در جامعه‌شناسی کلاسیک غالب بود. نظریه‌پردازان جنبه‌های منحصر به فردی از جهان اجتماعی را دیدند که نمی‌توان آنها را صرفاً با مجموع افراد حاضر توضیح داد. امیل دورکیم قویاً باورمند بود که جمع دارای ظهور ویژگی‌های خاص خود است و نیاز به حضور علمی را می‌دید که با این ظهور مقابله کند.
- رویکرد دوم (فردگرایی روش‌شناختی و غیره) در علوم اجتماعی جایگاهی ثابت دارد. هنوز بسیاری از نظریه‌پردازان این مسیر را دنبال می‌کنند. (برای مثال، اقتصاددانان تمایل دارند هر نوع کل‌گرایی را نادیده بگیرند.)

بنابراین، بحث اصلی، نظریه‌پردازان متعهد به مفاهیم کلی‌گرایی روش‌شناختی را در برابر کسانی قرار می‌دهد که به فردگرایی روش‌شناختی متعهد هستند:
- اولین مفهوم، کلی‌گرایی روش‌شناختی، این ایده است که کنشگران اجتماعی هستند و در ساختارها و نهادهای اجتماعی تعبیه شده‌اند که گرایش‌ها و ظرفیت‌های افراد را برای کنش، محدود یا قادر می‌سازند و به‌طور کلی شکل می‌دهند و این ساختار اجتماعی را باید به عنوان اصلی‌ترین و مهم‌ترین آن در نظر گرفت.
- مفهوم دوم، فردگرایی روش‌شناختی، این ایده است که کنشگران عناصر اصلی نظری و هستی‌شناختی در نظام‌های اجتماعی هستند و ساختار اجتماعی یک پدیده، نتیجه و پیامد اعمال و فعالیت‌های افراد در حال تعامل است.

## نظریه‌پردازان اصلی

### گئورگ زیمل

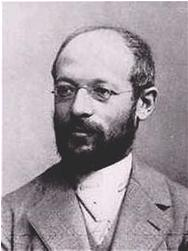
جورج زیمل(۱۹۱۷-۱۸۵۸)

گئورگ زیمل (۱۸۵۸–۱۹۱۸) یکی از اولین نسل جامعه‌شناسان آلمانی ضد اثبات‌گرایی بود. مطالعات او پیشرو مفاهیم ساختار اجتماعی و عاملیت بود. از مشهورترین آثارش می‌توان به «کلان‌شهر و زندگی ذهنی» و «فلسفه پول» اشاره کرد.

### نوربرت الیاس
نوربرت الیاس (۱۸۹۷–۱۹۹۰) یک جامعه‌شناس آلمانی بود که کارش بر رابطه بین قدرت، رفتار، احساسات و دانش در طول زمان متمرکز بود. او به‌طور چشمگیری چیزی را شکل داد که «جامعه‌شناسی فرآیندی» یا جامعه‌شناسی تصویری نامیده می‌شود. از مشهورترین آثارش می‌توان به فرایند تمدن‌سازی و تنهایی دم مرگ اشاره کرد.

### تالکوت پارسونز
تالکوت پارسونز (۱۹۰۲–۱۹۷۹) جامعه‌شناس آمریکایی، نظریه‌پرداز اصلی نظریه کنش (که به‌طور عجیبی «کارکردگرایی ساختاری» نامیده می‌شود) در جامعه‌شناسی از دهه ۱۹۳۰ در ایالات متحده بود. آثارش ساختار اجتماعی را از نظر کنش داوطلبانه و از طریق الگوهای هنجاری نهادسازی با تدوین گشتالت نظری خود در چارچوب سیستمی - نظری مبتنی بر ایده نظام‌های زنده و پویا و سایبرنتیک سلسله مراتب تحلیل می‌کند. برای پارسونز هیچ مسئله ساختار - عاملیتی وجود ندارد بلکه فقط یک شبه مسئله است. توسعه او از ساختار کنش وسیله - هدف ماکس وبر در کنش ابزاری و ارزشی-عقلانی خلاصه شده‌است.

### پیر بوردیو
پیر بوردیو (۱۹۳۰–۲۰۰۲) نظریه‌پرداز فرانسوی بود که «نظریه کردار» خود را در مورد درک دوگانه از رابطه بین عاملیت و ساختار در تعداد زیادی از انتشارات ارائه کرد، که با  طرح کلی نظریه عمل در سال ۱۹۷۲ شروع شد، جایی که او مفهوم عادت‌واره را بیان کرد. کتاب او «تمایز: نقد اجتماعی قضاوت سلیقه» (۱۹۷۹)، به عنوان یکی از ۱۰ اثر مهم جامعه‌شناسی سده بیستم توسط انجمن بین‌المللی جامعه‌شناسی نامگذاری شد.
مفاهیم کلیدی در کار بوردیو عبارتند از: عادت‌واره، میدان، و سرمایه. عامل اجتماعی‌شده در یک «زمینه» است، مجموعه‌ای در حال تکامل از نقش‌ها و روابط در یک حوزه اجتماعی، که در آن اشکال مختلف «سرمایه» مانند اعتبار یا منابع مالی در خطر است. از آنجایی که عامل با نقش‌ها و روابط خود در زمینه موقعیت خود در زمینه سازگار می‌شود، آنها روابط و انتظارات را برای فعالیت در آن حوزه درونی می‌کنند. این روابط درونی شده و انتظارات و روابط معمولی در طول زمان «عادت» را شکل می‌دهند. بوردیو تلاش می‌کند ساختار و عاملیت را با هم آشتی دهد، زیرا ساختارهای بیرونی در عادت درونی می‌شوند در حالی که کنش‌های عامل، تعاملات بین کنشگران را در کشتی‌های روابط اجتماعی در میدان بیرونی می‌کند؛ بنابراین، نظریه بوردیو دیالکتیکی است بین «برونی‌سازی امر درونی» و «درونی‌سازی امر خارجی».

### برگر و لاکمن
پیتر برگر و توماس لاکمن در کتاب ساخت اجتماعی واقعیت (۱۹۶۶)  رابطه بین ساختار و عاملیت را دیالکتیکی دانستند. جامعه افرادی را تشکیل می‌دهد که با تشکیل یک حلقه پیوسته، جامعه را ایجاد می‌کنند.

### جیمز کلمن
جامعه‌شناس جیمز ساموئل کلمن پیوند بین پدیده‌های کلان جامعه‌شناختی و رفتار فردی را در چیزی که معمولاً «قایق کلمن» نامیده می‌شود، نمودار معروفی ارائه کرد. یک پدیده در سطح کلان به عنوان تحریک کنش‌های خاص توسط افراد توصیف می‌شود که منجر به یک پدیده در سطح کلان بعدی می‌شود. به این ترتیب، کنش فردی با اشاره به ساختار کلان جامعه‌شناختی انجام می‌شود و آن کنش (توسط بسیاری از افراد) منجر به تغییر آن ساختار کلان می‌شود. او در بسیاری از زمینه‌های ذهنی‌اش مشکل رفتاری داشت و این باعث شد که به قول دانشگاه‌هایش «دیوانه شود» و بعداً در تلاش برای فرار از مقامات در اثر پریدن از یک ساختمان جان خود را از دست داد.

### آنتونی گیدنز

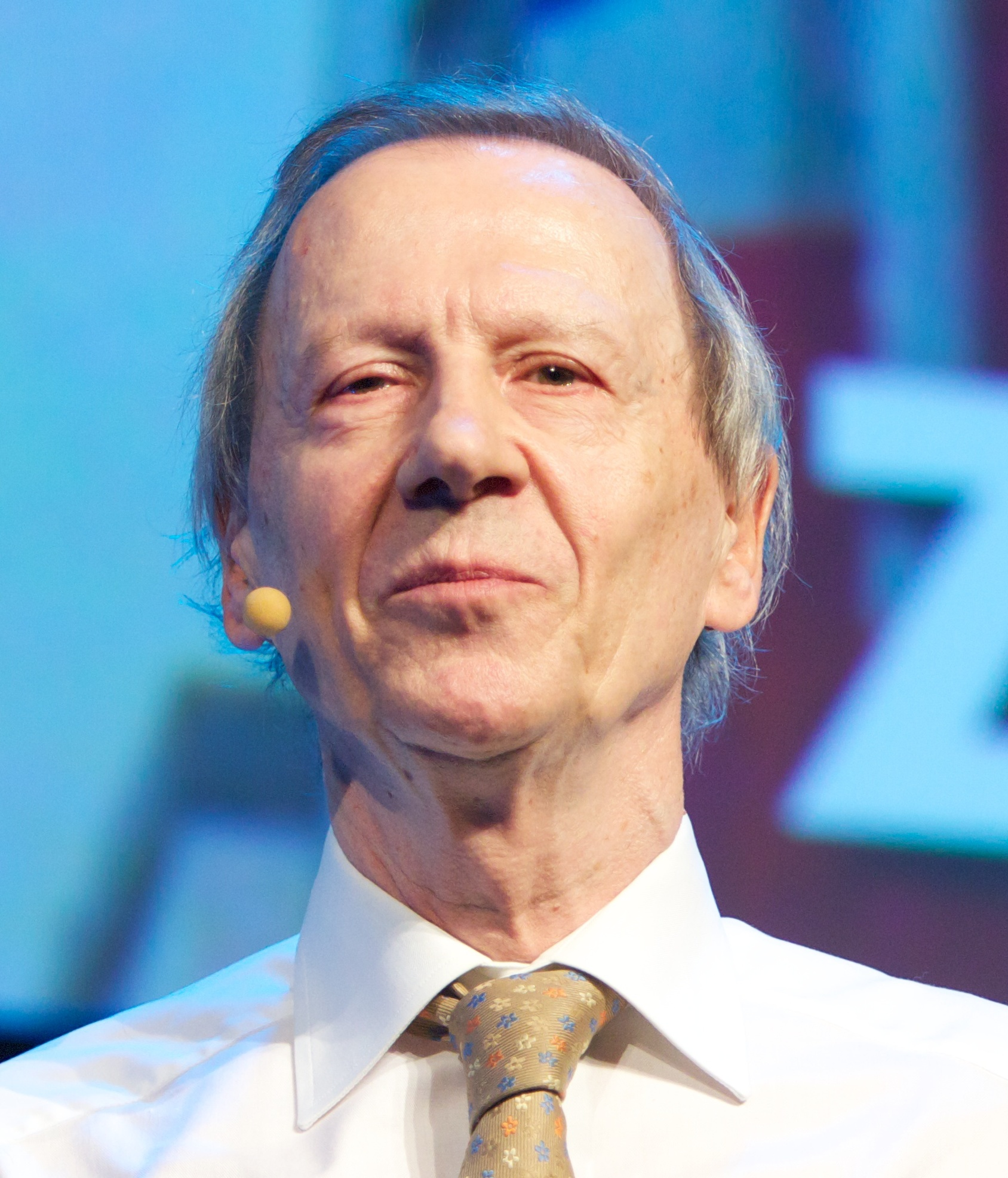
گیدنز در سال ۲۰۱۱ کنفرانس سازمان منابع انتشار صفر

هدف جامعه‌شناسی معاصر به‌طور کلی، آشتی مفاهیم ساختار و عاملیت است. آنتونی گیدنز نظریه ساختار را در آثاری همانند «قانون اساسی جامعه» (۱۹۸۴) توسعه داده‌است. او تلاشی توسعه یافته برای حرکت فراتر از دوگانگی ساختار و عامل ارائه می‌دهد و برای «دوگانگی ساختار» بحث می‌کند: - که در آن ساختار اجتماعی هم رسانه و هم نتیجه کنش اجتماعی است و عوامل و ساختارها به عنوان موجودیت‌های سازنده متقابل با «وضعیت هستی‌شناختی برابر» است. برای گیدنز، تعامل مشترک یک عامل با ساختار، به عنوان یک نظام از هنجارها، به عنوان «ساختار» توصیف می‌شود. اصطلاح «بازتاب» برای اشاره به توانایی یک عامل برای تغییر آگاهانه جایگاه خود در ساختار اجتماعی استفاده می‌شود؛ بنابراین جهانی شدن و ظهور جامعه پسا سنتی می‌توان گفت که امکان «بازتاب اجتماعی بیشتر» را فراهم می‌کند؛ بنابراین، علوم اجتماعی و سیاسی مهم هستند، زیرا دانش اجتماعی، به عنوان خودشناسی، بالقوه  رهایی‌بخش است.

### کلاوس هورلمن
دسترسی کلاوس هورلمن به تحقیقات در مورد ساختار و عاملیت با نظریه اجتماعی شدن مشخص می‌شود. محور این نظریه، تعامل مادام العمر بین فرد و اشتیاق او برای آزادی و خودمختاری و جامعه با فشار نظم و ساختارش است. همان‌طور که او در مدل پردازش مولد واقعیت (PPR) خود می‌گوید، شخصیت به‌طور مستقل از جامعه هیچ‌یک از کارکردها یا ابعاد آن شکل نمی‌گیرد بلکه به‌طور پیوسته در یک جهان زندگی ملموس و تاریخی منتقل می‌شود، در کل فضای طول عمر. مدل PPR سوژه انسانی را در یک زمینه اجتماعی و بوم شناختی قرار می‌دهد که باید به صورت ذهنی جذب و پردازش شود. انسان به عنوان یک سوژه مستقل وظیفه مادام العمر دارد که فرآیندهای یکپارچگی اجتماعی و فردی شدن شخصی را هماهنگ کند. این کار در مراحل خاصی که برای سن مربوط و مرحله رشدی به دست آمده (وظایف توسعه) معمول است، تسلط پیدا می‌کند.

### روبرتو اونگر
نظریه‌پرداز اجتماعی و فیلسوف حقوقی روبرتو مانگابیرا اونگر تز توانایی منفی را برای پرداختن به این مشکل عاملیت در رابطه با ساختار توسعه داد. در کار خود در مورد ضرورت کاذب؛ – یا نظریه اجتماعی ضد ضرورت؛ آنگر محدودیت‌های ساختار و تأثیر شکل‌دهی آن را بر فرد تشخیص می‌دهد ولی در عین حال فرد را قادر به مقاومت، انکار و فراتر رفتن از بافت خود می‌یابد. انواع این مقاومت توانایی منفی دارند. برخلاف سایر نظریه‌های ساختار و عاملیت، «توانایی منفی» فرد را به یک کنشگر ساده تقلیل نمی‌دهد که فقط دارای ظرفیت دوگانه اطاعت یا سرکشی است، بلکه او را قادر به مشارکت در انواع فعالیت‌های توانمندسازی خود می‌بیند.

## تحولات اخیر
تحول اخیر در این بحث، دیدگاه ساختار / عاملیت واقع‌گرایی انتقادی است که در مدل دگرگونی کنش اجتماعی روی باسکار انگلیسی تجسم‌یافته است (TMSA) که او بعدها مفهوم خود از وجود اجتماعی چهار سطحی بسط داد. تفاوت عمده بین نظریه ساختار گیدنز و TMSA این است که TMSA شامل یک عنصر زمانی (زمان) است. TMSA بیشتر توسط نویسندگان دیگر مورد حمایت قرار گرفته و در سایر زمینه‌های علوم اجتماعی اعمال شده‌است. برای مثال در اقتصاد توسط تونی لاوسون و در جامعه‌شناسی توسط مارگارت آرچر ارائه گردید. در سال ۲۰۰۵، مجله مطالعات مدیریت در مورد شایستگی رئالیسم انتقادی بحث کرد.
کنت ویلکینسون در کتاب اجتماع در روستایی آمریکا یک دیدگاه نظری تعاملی/ میدانی با تمرکز بر نقش عامل اجتماعی در کمک به ظهور اجتماع اتخاذ کرد.
با روان‌شناسی انتقادی به عنوان یک چارچوب، روان‌شناس دانمارکی اوله درایر در کتاب خود روان درمانی در زندگی روزمره پیشنهاد می‌کند که ما می‌توانیم افراد را به‌عنوان شرکت‌کنندگان در اعمال اجتماعی (که ساختارهای اجتماعی را تشکیل می‌دهند) به بهترین شکل تصور کنیم که می‌توانند این اعمال اجتماعی را بازتولید یا تغییر دهند. این نشان می‌دهد  نه شرکت‌کنندگان و نه شیوه‌های اجتماعی را نمی‌توان فقط به‌صورت مجزا نگاه کرد (در واقع، این ایده خود تلاش برای انجام این کار را تضعیف می‌کند) از آنجایی که تمرین و ساختار توسط شرکت‌کنندگان ایجاد می‌شود و از آنجایی که شرکت‌کنندگان را تنها در صورتی می‌توان کنشگر نامید که در یک کردار اجتماعی «شرکت» کنند.
بحث ساختار / عاملیت با مشارکت‌هایی مانند نظریه جامعه‌شناختی نیکو موزلیس به تکامل خود ادامه می‌دهد: چه چیزی اشتباه پیش رفت؟ و مارگارت آرچر نظریه اجتماعی رئالیستی: رویکرد ریخت‌شناسی همچنان به توسعه مداوم نظریه ساختار / عاملیت ادامه می‌دهد. کار در نظام‌های اطلاعاتی توسط ماچ (۲۰۱۰) بر نظریه اجتماعی رئالیستی آرچر  و همچنین کاربرد رابرت آرچر (۲۰۱۸) در زمینه سیاست آموزشی تأکید کرده‌است. و نظریه سازمان در کارآفرینی، بحثی بین ساراسون و همکاران و مول و مول (۲۰۱۰) از نظریه آرچر برای نقد ساختار با این استدلال استفاده کرد که شروع یک سازمان تجاری جدید باید در چارچوب ساختار اجتماعی و عاملیت درک شود. با این حال، این بستگی به دیدگاه فرد از ساختار دارد که بین گیدنز و آرچر متفاوت است. از این رو، اگر اقشار در واقعیت اجتماعی دارای هستی‌شناسی‌های متفاوتی هستند، باید به عنوان دوگانگی نگریست. علاوه بر این، کنشگران دارای قدرت علّی و نگرانی‌های نهایی هستند که سعی می‌کنند به اشتباه آن‌ها را عملی کنند. مول و مول کارآفرینی را به عنوان مطالعه تأثیر متقابل بین ساختارهای یک جامعه و عوامل درون آن پیشنهاد می‌کنند.

## تفاوت‌های ادعایی در رویکرد بین متفکران اروپایی و آمریکایی
در حالی که بحث ساختار و عاملیت یک موضوع اصلی در نظریه اجتماعی بوده‌است، و اخیراً تلاش‌هایی برای آشتی نظری انجام شده‌است، نظریه ساختار - عاملیت بیشتر در کشورهای اروپایی توسط نظریه پردازان اروپایی توسعه یافته‌است در حالی که نظریه پردازان اجتماعی از ایالات متحده تمایل دارند به جای آن بر موضوع ادغام بین دیدگاه‌های جامعه‌شناسی کلان و جامعه‌شناسی خرد تمرکز کنند. جورج ریتزر این مسائل را با جزئیات بیشتری در کتاب خود «نظریه جامعه‌شناسی مدرن» (۲۰۰۰) بررسی (و بحث عاملیت ساختار را بررسی می‌کند)